# Paquito Navarro
Francisco Jesús Navarro Compán (Sevilla, 10 de febrero de 1989), más conocido como Paquito Navarro, es un jugador profesional de pádel español que ocupa la 11.ª posición del ranking Premier Padel. Juega en el revés junto a Lucas Bergamini.
Paquito consiguió ser número 1 del mundo en 2019 junto a Juan Lebrón, convirtiéndose en los primeros españoles en llegar a la cima del pádel mundial.

## Carrera deportiva

### Inicios
Paquito Navarro comenzó a jugar al pádel a los 5 años. A los 9 años empezó a disputar sus primeros torneos, llamando la atención de todo el mundo que observaba su juego. A los 10 años se convirtió en subcampeón del mundo de su categoría junto a Jaime Bergareche. Con 14 años volvió a jugar otro campeonato del mundo para jugadores de su edad, perdiendo de nuevo en la final.
El siguiente mundial lo disputó en categoría júnior con 16 años, disputando de nuevo la final y cayendo de nuevo en ésta. Tras esto, comenzó a entrenar con Adrián Allemandi hasta los 20 años y consiguió romper su maleficio con las finales tras la consecución del Mundial Junior, el cual sería el último de Paquito.

### Primeros años en WPT
En 2009 entró en circuito profesional Padel Pro Tour junto a Jordi Muñoz y ese mismo año se proclamó campeón de España sub-23. En 2010 empezó el circuito junto a Pablo Cardozo y terminó junto a Pitu Losada.
En 2012 se consagró en circuito profesional junto a Adrián Allemandi donde llegó a dos finales y jugó el Máster Final. En 2013, vuelve a jugar con Jordi Muñoz y en 2014 vuelve a jugar con Adrián Allemandi y también jugó con Maxi Grabiel, con quien ganó el Master de Valencia al ganar en la final a la pareja n.º 1, la formada por Fernando Belasteguín y Juan Martín Díaz. En 2015, Matías Díaz se convierte en su nueva pareja, llegando a ser ambos la segunda pareja del circuito y realizando una gran temporada.

### Etapa junto a Sanyo
Sin embargo, en la temporada 2016, Paquito, decide cambiar de compañero y comienza dicha temporada junto a Sanyo Gutiérrez con el que llegó a las semifinales del primer torneo de la temporada.
En su segundo torneo, el Máster de Valencia, vencieron en semifinales a la pareja n.º 1 del ranking, conformada por Fernando Belasteguín y Pablo Lima. En la final vencieron también a la pareja formada por Maxi Sánchez y Matías Díaz, logrando así el primer torneo de la temporada. Paquito Navarro y Sanyo Gutiérrez lograron su segundo título de la temporada en La Nucía después de que no pudiera disputar la pareja n.º 1 la final, debido a la inoportuna lesión de Fernando Belasteguín. Paquito y Sanyo Gutiérrez lograron el Máster Finals de Madrid al ganar en la final a la pareja formada por Juani Mieres y Miguel Lamperti por 6-3 y 6-4. Paquito y Sanyo acabaron así el año, como la segunda mejor pareja del circuito.
Paquito Navarro es el único jugador español que ha quedado Campeón de España en todas las categorías. Desde Benjamines hasta Absoluto.
En 2016 disputó el Mundial de padel, con la selección española. España fue subcampeona tras perder 2-1 la final ante Argentina. Paquito jugó en su partido con Juan Martín Díaz, y ante los argentinos Fernando Belasteguín y Sanyo Gutiérrez, perdiendo el partido por 6-4, 3-6 y 7-5, e igualando así Argentina la eliminatoria a un punto.
En un nivel más personal, pero también ligado a su deporte, Paquito Navarro inaugura a principios del 2017 su canal de YouTube, canal cuyo propósito es desentrañar los secretos de la estrella del pádel a través de consejos y tutoriales, y también mostrar su lado más amigable a través de los retos, que pueden ser propuestos por los suscriptores del canal.
En 2017, Sanyo Gutiérrez continuó siendo su pareja. En el primer torneo de la temporada, el Open de Santander, derrotaron a la pareja número 1, la formada por Fernando Belasteguín y Pablo Lima.
En el segundo torneo de la temporada, el Miami Open, vencieron en la final a la pareja formada por Fernando Belasteguín y Pablo Lima por 7-6 y 6-3. Este resultado mostraba la amenaza que podían representar Paquito y Sanyo para los n.º 1, en una final que se iba repetir hasta la saciedad a lo largo de la temporada.
En los dos siguientes torneos de la temporada en La Coruña y Barcelona perdieron en la final contra Fernando Belasteguín y Pablo Lima.
En el quinto torneo de la temporada, el Valladolid Open, se llevaron la victoria tras la retirada antes de la final de los número 1 por una inoportuna lesión de Fernando Belasteguín.
En el octavo torneo de la temporada, el Alicante Open, llegaron a la final, cayendo derrotados frente a Fernando Belasteguín y Pablo Lima por 3-6, 6-3 y 3-6.
En el noveno torneo de la temporada 2017, Paquito y Sanyo Gutiérrez consiguen la victoria en la final del Open de Sevilla contra Fernando Belasteguín y Pablo Lima por 6-4 y 6-2, en una final en la que mostraron su mejor versión. Sin embargo, en la final del Master de Portugal, Sanyo y Paquito perdieron frente a Bela y Lima por 6-2, 1-6 y 6-1.
En el Andorra Open lograron imponerse en la final a Fernando Belasteguín y Pablo Lima por 3-6, 6-4 y 6-4. Sin embargo, en el torneo posterior, el Granada Open, cayeron derrotados por Bela y Lima por 7-6 y 6-1.
En el siguiente torneo, disputado en Zaragoza, no llegaron a la final, tras perder en semifinales. En Buenos Aires volvieron a llegar a una final, en donde cayeron contra Fernando Belasteguín y Pablo Lima por 6-1 y 7-6. Tras este torneo fue convocado con la selección española para la disputa del Europeo 2017 de pádel, logrando la victoria en su partido por 6-1 y 6-4, y teniendo como pareja deportiva a Juan Martín Díaz.
En el Keler Bilbao Open perdieron en semifinales ante Maxi Sánchez y Matías Díaz perdiendo todas las opciones de terminar como números 1 al final de 2017.

### Año junto a Juan Martín y Pablo Lima
En 2018, Sanyo Gutiérrez deja de ser su pareja deportiva, jugando en esta temporada junto a Juan Martín Díaz. En el primer torneo de la temporada, el Cataluña Master, solo pudieron llegar hasta cuartos de final.
Su primera final llegó en el tercer torneo de la temporada, el Zaragoza Open. En la final no pudieron batir a Maxi Sánchez y a Sanyo Gutiérrez, con los que perdieron por 6-4, 6-7 y 6-3. Tres torneos después volvieron a alcanzar una final, en Bastad (Suecia), donde perdieron contra Fernando Belasteguín y Pablo Lima.
Durante la disputa de las semifinales del undécimo torneo del circuito, el Máster de Portugal, y con 5-5 en el marcador del segundo set, Paquito, chocó contra un cristal de la pista y éste se rompió provocándole heridas que le hicieron ser hospitalizado. Juani Mieres y Miguel Lamperti, sus rivales en semifinales, pasaron así a la final del torneo. Afortunadamente, tras ponerle puntos de sutura en rodillas y codos, recibió el alta médica en la mañana del día posterior.
Tras su ausencia en el Granada Open, y tras el anuncio por parte de Juan Martín Díaz de que la pareja con la que iba a jugar en Granada, el gaditano Juan Lebrón, por ausencia del sevillano, iba a ser su nueva pareja deportiva hasta final de temporada, Paquito Navarro decidió aunar fuerzas con Pablo Lima, ya que su pareja, Fernando Belasteguín, seguía lesionado, para los últimos torneos de la temporada, excepto el Master de Buenos Aires, donde ya estaba inscrito para jugar con Juan Martín.
En su primer torneo como pareja llegaron a la final del Euskadi Open, donde derrotaron a Miguel Lamperti y a Juani Mieres por 6-3 y 6-3, logrando así su primer título como pareja.
En Buenos Aires volvió a jugar con Juan Martín Díaz, con quien disputó las semifinales, donde perdieron ante Sanyo Gutiérrez y Maxi Sánchez.
Volvió a jugar con Pablo Lima en el Murcia Open, donde consiguieron llegar a la final, lugar donde cayeron derrotados frente a la pareja número 1 del 2018, la formada por Maxi Sánchez y Sanyo Gutiérrez.
Su pareja deportiva para el Master Final 2018 fue Juan Cruz Belluati, después de que Fernando Belasteguín se recuperase por completo de su lesión.

### Etapa junto a Juan Lebrón
Para la temporada 2019, Juan Lebrón se convierte en el nuevo compañero de Paquito Navarro.
En su primer torneo de la temporada, el Marbella Master, llegaron a la final, donde cayeron frente a los número 1 de 2018, Maxi Sánchez y Sanyo Gutiérrez por 6-1 y 7-6. Sin embargo, esta derrota fue un anticipo de lo que lograron durante la temporada, en la que ganaron cinco torneos, en Alicante, Jaén, Valladolid, Bastad y São Paulo. En este último, después de lograr la clasificación para la final, Juan Lebrón se convirtió en el primer número 1 de World Padel Tour nacido en España.
Paquito y Lebrón se aseguraron el número 1 al final de la temporada tras alcanzar la final en el Open de México, el penúltimo torneo de la temporada. En la final perdieron contra Maxi Sánchez y Sanyo Gutiérrez por 6-7, 7-6 y 6-2.

### Vuelta con Pablo Lima
En 2020, y pese la buena temporada realizada junto a Juan Lebrón, el brasileño Pablo Lima se convirtió en la nueva pareja deportiva de Paquito, logrando ganar el primer torneo de la temporada, el Marbella Master, por 7-6, 2-6 y 6-3 frente a la pareja formada por Alejandro Galán y Juan Lebrón.

### Etapa junto a Martín Di Nenno
Para la temporada 2021, Martín Di Nenno se convirtió en su nueva pareja deportiva. Junto a él llegó a la final del Vigo Open, del Málaga Open y del Sardegna Open, antes de lograr su primer título juntos en el Barcelona Master 2021, donde vencieron por 6-2, 3-6 y 6-4 a Juan Tello y a Federico Chingotto.
En el Córdoba Open 2021 ganaron su segundo título juntos, después de vencer por 6-3 y 6-3 a Alejandro Ruiz y a Franco Stupaczuk.
El 28 de noviembre, luego de alcanzar su séptima final consecutiva, logran alzarse con el premio del Master de Buenos Aires tras batir en la final a la pareja Sanyo Gutiérrez y Agustín Tapia por 6-4 y 6-2, conquistando así su tercer trofeo del año.
Y así, tras 8 finales consecutivas, llegaron al Master Final 2021 como pareja 2 del ranking y con serias opciones de lograr el nº1 que ostentaban Lebrón y Galán, algo que nadie hubiera podido prever a mitad de temporada. Para ello debían ganar el torneo, el último del año, pero se quedaron en semifinales tras perder por doble 6-3 contra Sanyo y Tapia.
Para 2022 siguió con Martín Di Nenno con el objetivo de conseguir el nº1 que tan cerca tenían, pero los resultados iniciales no fueron los esperados. Por otro lado, llegaron a la final en los dos primeros torneos "Major" de la historia de Premier Padel, ganando la primera en Doha ante Lebrón y Galán. Pero en WPT "solo" consiguieron ganar un torneo en la primera mitad de año.
Tras las vacaciones de verano, con 5 torneos seguidos por delante, Paco y Martín estaban dispuestos a dar la vuelta a la situación, igual que hicieron en el año anterior por las mismas fechas. Pero lamentablemente no pudieron recuperar el gran nivel con el que maravillaron al mundo del pádel en otoño de 2021. A finales de Septiembre perdieron el puesto de pareja 2 en favor de Sanyo y Tapia, y detrás tenían a unos Bela y Coello en muy buena forma. Tras caer en cuartos en el Open de Amsterdam (precisamente ante Bela-Coello que además ganaron el torneo), el 3 de octubre anunciaron su separación como pareja: el siguiente torneo (el Santander Open, esa misma semana) sería el último donde jugarían juntos. Y como si de un cuento de hadas se tratase, Paquito y Martín realizaron posiblemente su mejor torneo como pareja, venciendo a las 3 parejas más en forma del circuito sistemáticamente en cuartos, semis y final, perdiendo únicamente 6 juegos en estos 3 partidos. Ganaron primero ante Stupa y Lima en cuartos por doble 6-1, luego en semis a Sanyo y Tapia por el mismo resultado, y finalmente vencieron a Bela y Coello (los cuales llevaban 13 partidos seguidos ganando) en la final por 6-2 y 6-0, lo que fue su "último baile" como pareja, la mejor despedida que pudieron tener.

### Etapa junto a Juan Tello
Paquito Navarro anunció que jugaría durante unas semanas con Miguel Yanguas (quien se separó de Coki Nieto) para luego pasarse a la posición del drive y así poder jugar junto a Juan Tello. Con el argentino, Paquito quería ver si era capaz de ser un jugador competitivo en la posición de derecha, por lo que se dieron de tiempo hasta terminar la temporada para entonces decidir si merecía la pena seguir con el proyecto juntos para 2023 o volver al revés, su posición natural.
A Paquito se le dan bien los retos, y esta vez no iba a ser una excepción. En los cinco torneos que restaban de temporada, consiguieron llegar a dos semifinales, en Open de Malmö y en el Master Final de Barcelona, pero sobre todo destaca su victoria en el Open de México, un torneo con un fuerte componente emocional por varias razones: en cuartos se enfrentaron a Coki Nieto y Martín Di Nenno, de quien Paquito se acababa de separar hacía poco y a quien tendría que medirse en cruzado, y les ganaron en un duro partido a tres sets, 7-5, 4-6 y 6-3. En semifinales sería su compañero, Juan Tello, quien iba a enfrentarse a su excompañero después de más de 7 años juntos, Fede Chingotto, y les vencieron a él y a Javi Garrido en un también ajustado partido, por 7-5, 3-6 y 7-5. En la final, Tello tendría que "sacarse la espina" de, a pesar de haber jugado numerosas finales, nunca haber ganado ninguna jugando, y así lo hizo porque él y Paquito vencieron a Stupa y Pablo Lima por 7-6, 1-6 y 7-5.

Estos buenos resultados, excelentes teniendo en cuenta que Paco no ha tenido tiempo suficiente de entrenamiento para adaptarse a jugar en el drive, hicieron que la dupla hispanoargentina siguiera creyendo en su proyecto de cara a la nueva temporada 2023, partiendo como pareja 4 del ranking y con la intención de plantar cara a las mejores parejas. Sin embargo, el inicio no fue para nada el esperado. En los cuatro primeros torneos tan sólo ganaron un partido; perdieron en dieciseisavos en el Master de Abu Dhabi, el Open de La Rioja y el de Chile, y en el Major de Doha de Premier Padel cayeron en su segundo partido. De hecho en el único partido que ganaron, y tras perder el primer set, disputaron el segundo cambiados de lado (Paquito en el revés y Tello en la derecha) y lo ganaron con un contundente 6-0. Ahí se pudo ver que el jugador sevillano en su posición natural es más diferencial que en la derecha. Por todos estos motivos, y tras no poder disputar el Open de Paraguay, Paquito decidió poner punto final a su "idea loca" de probar a jugar a la derecha, anunciando que él y Tello se separaban para que el sevillano pudiera volver a jugar en el revés.
Hasta aquí nuestra aventura. Gracias Juan por aceptar aquel desafío loco que te propuse. Lo hicimos con todo el convencimiento y apostando a muerte. Es un hecho que no salió como nos hubiese gustado y ahora toca separar caminos para encontrar nuestra mejor versión de nuevo. Siento muchísimo no haberte podido ayudar más y me hago responsable de que esta pareja no haya terminado de coger una buena velocidad de crucero. Te estaré siempre agradecido por ser una persona valiente. Sé que el cementerio está lleno de valientes pero también son los que cambian el mundo. Esta vez no salió pero lo intentamos. No me arrepiento de ello. Solo me arrepiento de aquello que no intento. Te deseo lo mejor en tu nueva etapa como la gran persona que eres y nos vemos por las pistas! Ha sido un honor estar con semejante bestia y al menos nos dimos un pequeño gustirrinin al cuerpo en el México Open. ¡Nos vemos por las pistas gato!

### Etapa junto a Fede Chingotto
A principios de abril, Paco anunció lo que era un secreto a voces, su nuevo compañero iba a ser Federico Chingotto, precisamente quien había jugado más de 7 años con Juan Tello.

## Palmarés

### Premier Padel

#### Títulos
| N.º | Año                | Torneo | Categoría | Pareja          | Oponentes en la final       | Resultado    |
| --- | ------------------ | ------ | --------- | --------------- | --------------------------- | ------------ |
| 1.  | 3 de abril de 2022 | Doha   | Major     | Martín Di Nenno | Juan Lebrón Alejandro Galán | 6-3 / 7-6(4) |

#### Finales
| N.º | Año                      | Torneo       | Categoría | Pareja             | Oponentes en la final       | Resultado   |
| --- | ------------------------ | ------------ | --------- | ------------------ | --------------------------- | ----------- |
| 1   | 29 de mayo de 2022       | Roma         | Major     | Martín Di Nenno    | Juan Lebrón Alejandro Galán | 6-4 5-7 4-6 |
| 2   | 7 de agosto de 2022      | Madrid       | P1        | Martín Di Nenno    | Juan Lebrón Alejandro Galán | 7-5 2-6 3-6 |
| 3   | 16 de julio de 2023      | Roma         | Major     | Federico Chingotto | Arturo Coello Agustín Tapia | 5-7 6-7(2)  |
| 4   | 23 de julio de 2023      | Madrid       | P1        | Federico Chingotto | Arturo Coello Agustín Tapia | 5-7 2-6     |
| 5   | 10 de septiembre de 2023 | París        | Major     | Federico Chingotto | Arturo Coello Agustín Tapia | 6-7(2) 1-6  |
| 6   | 1 de junio de 2025       | Buenos Aires | P1        | Lucas Bergamini    | Arturo Coello Agustín Tapia | 2-6 / 2-6   |

### World Padel Tour

#### Títulos
| N.º | Año                      | Torneo                 | Pareja          | Oponentes en la final                 | Resultado             |
| --- | ------------------------ | ---------------------- | --------------- | ------------------------------------- | --------------------- |
| 1   | 9 de noviembre de 2014   | Valencia               | Maxi Grabiel    | Juan Martín Díaz Fernando Belasteguín | 6-2 / 3-6 / 6-3 / 7-5 |
| 2   | 22 de noviembre de 2014  | San Fernando           | Maxi Grabiel    | Sanyo Gutiérrez Maxi Sánchez          | 7-5 / 5-7 / 7-5       |
| 3   | 29 de marzo de 2015      | Barcelona              | Matías Díaz     | Luciano Capra David Gutiérrez         | 6-1 / 6-2             |
| 4.  | 24 de abril de 2016      | Valencia               | Sanyo Gutiérrez | Matías Díaz Maxi Sánchez              | 7-6 7-6               |
| 5.  | 28 de agosto de 2016     | La Nucia               | Sanyo Gutiérrez | Pablo de Lima Fernando Belasteguín    | walkover              |
| 6.  | 18 de diciembre de 2016  | Masters WPT Madrid     | Sanyo Gutiérrez | Juani Mieres Miguel Lamperti          | 6-3 6-4               |
| 7.  | 2 de abril de 2017       | Santander              | Sanyo Gutiérrez | Pablo de Lima Fernando Belasteguín    | 4-6 6-4 7-6           |
| 8.  | 30 de abril de 2017      | Miami                  | Sanyo Gutiérrez | Pablo de Lima Fernando Belasteguín    | 7-6 6-3               |
| 9.  | 25 de junio de 2017      | Valladolid             | Sanyo Gutiérrez | Pablo de Lima Fernando Belasteguín    | walkover              |
| 10. | 10 de septiembre de 2017 | Sevilla                | Sanyo Gutiérrez | Pablo de Lima Fernando Belasteguín    | 6-4 6-2               |
| 11. | 1 de octubre de 2017     | Andorra la Vieja       | Sanyo Gutiérrez | Pablo de Lima Fernando Belasteguín    | 3-6 6-4 6-4           |
| 12  | 28 de octubre de 2018    | Bilbao                 | Pablo Lima      | Juani Mieres Miguel Lamperti          | 6-3 / 6-3             |
| 13. | 28 de abril de 2019      | Alicante               | Juan Lebrón     | Pablo Lima Fernando Belasteguín       | 3-6 / 7-6 / 6-2       |
| 14. | 26 de mayo de 2019       | Jaén                   | Juan Lebrón     | Sanyo Gutiérrez Maxi Sánchez          | 7-5 / 6-4             |
| 15. | 23 de junio de 2019      | Valladolid             | Juan Lebrón     | Juani Mieres Alejandro Galán          | 6-7 / 6-4 / 6-4       |
| 16. | 30 de junio de 2019      | Bastad                 | Juan Lebrón     | Matías Díaz Franco Stupaczuk          | 6-3 / 7-6             |
| 17. | 24 de noviembre de 2019  | São Paulo              | Juan Lebrón     | Uri Botello Javier Ruiz               | 2-6 / 6-3 / 6-2       |
| 18  | 8 de marzo de 2020       | Marbella Master        | Pablo Lima      | Juan Lebrón Alejandro Galán           | 7-6(10) / 2-6 / 6-3   |
| 19  | 19 de septiembre de 2021 | Barcelona Master       | Martín Di Nenno | Federico Chingotto Juan Tello         | 6-2 / 3-6 / 6-4       |
| 20  | 24 de octubre de 2021    | Córdoba Open           | Martín Di Nenno | Álex Ruiz Franco Stupaczuk            | 6-3 / 6-3             |
| 21  | 28 de noviembre de 2021  | Buenos Aires Master    | Martín Di Nenno | Sanyo Gutiérrez Agustín Tapia         | 6-4 / 6-2             |
| 22  | 27 de marzo de 2022      | Vigo Open              | Martín Di Nenno | Juan Lebrón Alejandro Galán           | 2-6 / 6-3 / 6-4       |
| 23  | 9 de octubre de 2022     | Santander Open         | Martín Di Nenno | Arturo Coello Fernando Belasteguín    | 6-2 / 6-0             |
| 24  | 27 de noviembre de 2022  | México Open            | Juan Tello      | Pablo Lima Franco Stupaczuk           | 7-6(2) / 1-6 / 7-5    |
| 25  | 12 de diciembre de 2023  | Barcelona Master Final | Fede Chingotto  | Alejandro Galán Juan Lebrón           | 6-1 / 6-4             |

#### Finales
| N.º | Año                      | Torneo                 | Pareja             | Oponentes en la final                        | Resultado             |
| --- | ------------------------ | ---------------------- | ------------------ | -------------------------------------------- | --------------------- |
| 1   | 1 de julio de 2012       | Valladolid             | Tito Allemandi     | Juan Martín Díaz Fernando Belasteguín        | 4-6 / 3-6             |
| 2   | 11 de noviembre de 2012  | Valencia               | Tito Allemandi     | Maximiliano Grabiel Miguel Lamperti          | 2-6 / 0-6             |
| 3   | 3 de agosto de 2014      | Marbella               | Tito Allemandi     | Juan Martín Díaz Fernando Belasteguín        | 1-6 / 7-6 / 3-6 / 4-6 |
| 4   | 12 de abril de 2015      | Cádiz                  | Matías Díaz        | Willy Lahoz Fernando Belasteguín             | 4-6 / 3-6             |
| 5   | 26 de abril de 2015      | Santa Cruz de la Palma | Matías Díaz        | Willy Lahoz Fernando Belasteguín             | 2-6 / 6-7             |
| 6   | 21 de junio de 2015      | Valladolid             | Matías Díaz        | Pablo Lima Fernando Belasteguín              | 6-7 / 7-6 / 6-7       |
| 7   | 13 de septiembre de 2015 | Mónaco                 | Matías Díaz        | Pablo Lima Fernando Belasteguín              | 3-6 / 1-6             |
| 8   | 20 de septiembre de 2015 | Madrid                 | Matías Díaz        | Sanyo Gutiérrez Juani Mieres                 | 3-6 / 6-7             |
| 9.  | 29 de mayo de 2016       | Las Rozas de Madrid    | Sanyo Gutiérrez    | Pablo Lima Fernando Belasteguín              | 1-6 2-6               |
| 10. | 10 de julio de 2016      | Valladolid             | Sanyo Gutiérrez    | Pablo Lima Fernando Belasteguín              | 6-7 5-7               |
| 11. | 31 de julio de 2016      | Las Palmas             | Sanyo Gutiérrez    | Pablo Lima Fernando Belasteguín              | 0-6 4-6               |
| 12. | 25 de septiembre de 2016 | Sevilla                | Sanyo Gutiérrez    | Pablo Lima Fernando Belasteguín              | 4-6 2-6               |
| 13. | 16 de octubre de 2016    | La Coruña              | Sanyo Gutiérrez    | Pablo Lima Fernando Belasteguín              | 7-6 4-6 3-6           |
| 14. | 6 de noviembre de 2016   | Mendoza                | Sanyo Gutiérrez    | Matías Díaz Maxi Sánchez                     | 4-6 5-7               |
| 15. | 13 de noviembre de 2016  | Buenos Aires           | Sanyo Gutiérrez    | Pablo Lima Fernando Belasteguín              | 3-6 7-6 3-6           |
| 16. | 4 de diciembre de 2016   | San Sebastián          | Sanyo Gutiérrez    | Pablo Lima Fernando Belasteguín              | 2-6 4-6               |
| 17. | 14 de mayo de 2017       | La Coruña              | Sanyo Gutiérrez    | Pablo Lima Fernando Belasteguín              | 5-7 3-6               |
| 18. | 4 de junio de 2017       | Barcelona              | Sanyo Gutiérrez    | Pablo Lima Fernando Belasteguín              | 3-6 1-6               |
| 19. | 27 de agosto de 2017     | Alicante               | Sanyo Gutiérrez    | Pablo Lima Fernando Belasteguín              | 3-6 6-3 3-6           |
| 20. | 24 de septiembre de 2017 | Lisboa                 | Sanyo Gutiérrez    | Pablo Lima Fernando Belasteguín              | 2-6 6-1 1-6           |
| 21. | 15 de octubre de 2017    | Granada                | Sanyo Gutiérrez    | Pablo Lima Fernando Belasteguín              | 6-7 1-6               |
| 22. | 12 de noviembre de 2017  | Buenos Aires           | Sanyo Gutiérrez    | Pablo Lima Fernando Belasteguín              | 1-6 6-7               |
| 23. | 6 de mayo de 2018        | Zaragoza               | Juan Martín Díaz   | Sanyo Gutiérrez Maxi Sánchez                 | 4-6 7-6 3-6           |
| 24. | 27 de mayo de 2018       | Jaén                   | Juan Martín Díaz   | Sanyo Gutiérrez Maxi Sánchez                 | 3-6 3-6               |
| 25. | 29 de julio de 2018      | Bastad                 | Juan Martín Díaz   | Pablo Lima Fernando Belasteguín              | 2-6 6-3 3-6           |
| 26. | 25 de noviembre de 2018  | Murcia                 | Pablo Lima         | Sanyo Gutiérrez Maxi Sánchez                 | 6-2 5-7 3-6           |
| 27. | 24 de marzo de 2019      | Marbella               | Juan Lebrón        | Carlos Daniel Gutiérrez Maximiliano Sánchez  | 1-6 / 6-7             |
| 28. | 14 de abril de 2019      | Logroño                | Juan Lebrón        | Carlos Daniel Gutiérrez Maximiliano Sánchez  | 6-7 6-7               |
| 29. | 12 de mayo de 2019       | Vigo                   | Juan Lebrón        | Carlos Daniel Gutiérrez Maximiliano Sánchez  | 3-6 / 4-6             |
| 30. | 17 de noviembre de 2019  | Córdoba                | Juan Lebrón        | Matías Díaz Franco Stupaczuk                 | 3-6 / 3-6             |
| 31. | 1 de diciembre de 2019   | México                 | Juan Lebrón        | Carlos Daniel Gutiérrez Maximiliano Sánchez  | 7-6 / 6-7 / 2-6       |
| 32. | 5 de julio de 2020       | Madrid I               | Pablo Lima         | Juan Lebrón Alejandro Galán                  | 5-7 / 3-6             |
| 33. | 22 de noviembre de 2020  | Las Rozas de Madrid    | Pablo Lima         | Juan Lebrón Juan Tello                       | walkover              |
| 34  | 16 de mayo de 2021       | Vigo Open              | Martín Di Nenno    | Carlos Daniel Gutiérrez Fernando Belasteguín | 6-4 / 4-6 / 2-6       |
| 35  | 8 de agosto de 2021      | Málaga Open            | Martín Di Nenno    | Pablo Lima Agustín Tapia                     | 2-6 / 6-7             |
| 36  | 12 de septiembre de 2021 | Cagliari Open          | Martín Di Nenno    | Álex Ruiz Franco Stupaczuk                   | 2-6 / 6-7             |
| 37  | 26 de septiembre de 2021 | Lugo Open              | Martín Di Nenno    | Juan Lebrón Alejandro Galán                  | 4-6 / 6-4 / 3-6       |
| 38  | 10 de octubre de 2021    | Menorca Open           | Martín Di Nenno    | Juan Lebrón Alejandro Galán                  | 3-6 / 4-6             |
| 39  | 14 de noviembre de 2021  | Malmö Open             | Martín Di Nenno    | Carlos Daniel Gutiérrez Agustín Tapia        | 5-7 / 0-6             |
| 40  | 5 de diciembre de 2021   | México Open            | Martín Di Nenno    | Álex Ruiz Franco Stupaczuk                   | 3-6 / 6-3 / 2-6       |
| 41  | 10 de abril de 2022      | Alicante Open          | Martín Di Nenno    | Juan Lebrón Alejandro Galán                  | 2-6 / 3-6             |
| 42  | 10 de septiembre de 2022 | Estocolmo Open         | Martín Di Nenno    | Juan Lebrón Alejandro Galán                  | 7-6(4) / 2-6 / 1-6    |
| 43  | 18 de junio de 2023      | Toulouse               | Federico Chingotto | Martín Di Nenno Franco Stupaczuk             | 2-6 4-6               |
| 44  | 15 de octubre de 2023    | Ámsterdam              | Federico Chingotto | Martín Di Nenno Franco Stupaczuk             | 6-4 2-6 2-6           |

## Palmarés
- Campeón del Mundo por Selecciones (España) Cancún 2010.
- Campeón de España por Selecciones Autonómicas (Andalucía).
- Cuatro veces campeón de España Sub-23. En 2010 junto a Gonzalo Rubio. En 2011 junto a Pedro Alonso-Martínez.
- Campeón de Andalucía por Equipos (Sato Sport).
- Subcampeón de España absoluto 2011, junto a Pitu Losada.
- Finalista Padel Pro Tour Valladolid 2012.
- Finalista Padel Pro Tour Valencia 2012.
- Campeón de España por autonomías 2013, con Andalucía
- Campeón de España Absoluto 2014, junto a Willy Lahoz
- Campeón de España Absoluto 2015, junto a Matías Díaz
- Campeón del WPT 2014 en Valencia, junto a Maxi Grabiel
- Campeón del WPT 2014 de San Fernando, junto a Maxi Grabiel
- Campeón del WPT 2015 de Barcelona junto a Matias Díaz
- Campeón del WPT 2016 de Valencia junto a Sanyo Gutiérrez
- Campeón del WPT de La Nucía 2016 junto a Sanyo Gutiérrez
- Campeón del WPT Máster Finals 2016 junto a Sanyo Gutiérrez
- Subcampeón del mundo con España en 2016
- Campeón del WPT Santander Open 2017 junto a Sanyo Gutiérrez
- Campeón del WPT Miami Open 2017 junto a Sanyo Gutiérrez
- Campeón del WPT Valladolid Open 2017 junto a Sanyo Gutiérrez
- Campeón del WPT Sevilla Open 2017 junto a Sanyo Gutiérrez
- Campeón del WPT Andorra Open 2017 junto a Sanyo Gutiérrez
- Campeonato Europeo de Pádel 2017 con la selección española (jugó su partido con Juan Martín Díaz)
- Campeón del WPT Euskadi Open 2018 junto a Pablo Lima
- Campeón del WPT Alicante Open 2019 junto a Juan Lebrón
- Campeón del WPT Jaén Open 2019 junto a Juan Lebrón
- Campeón del WPT Valladolid Master 2019 junto a Juan Lebrón
- Campeón del WPT Open de Suecia 2019 junto a Juan Lebrón
- Campeón del WPT Open de São Paulo 2019 junto a Juan Lebrón
- Campeón del WPT Marbella Master 2020 junto a Pablo Lima
- Campeón de España Absoluto 2020 junto a Juan Martín Díaz
- Campeón del WPT Barcelona Master 2021 junto a Martín Di Nenno
- Campeón del WPT Córdoba Open 2021 junto a Martín Di Nenno
- Campeonato Mundial de Pádel de 2021[51]
- Campeón del WPT Buenos Aires Master 2021 junto a Martín Di Nenno
- Campeón del WPT Vigo Open 2022 junto a Martín Di Nenno
- Campeón del Qatar Major 2022 junto a Martín Di Nenno[52]
- Campeón del WPT Santander Open 2022 junto a Martín Di Nenno
- Campeón del WPT México Open 2022 junto a Juan Tello